# Wedde

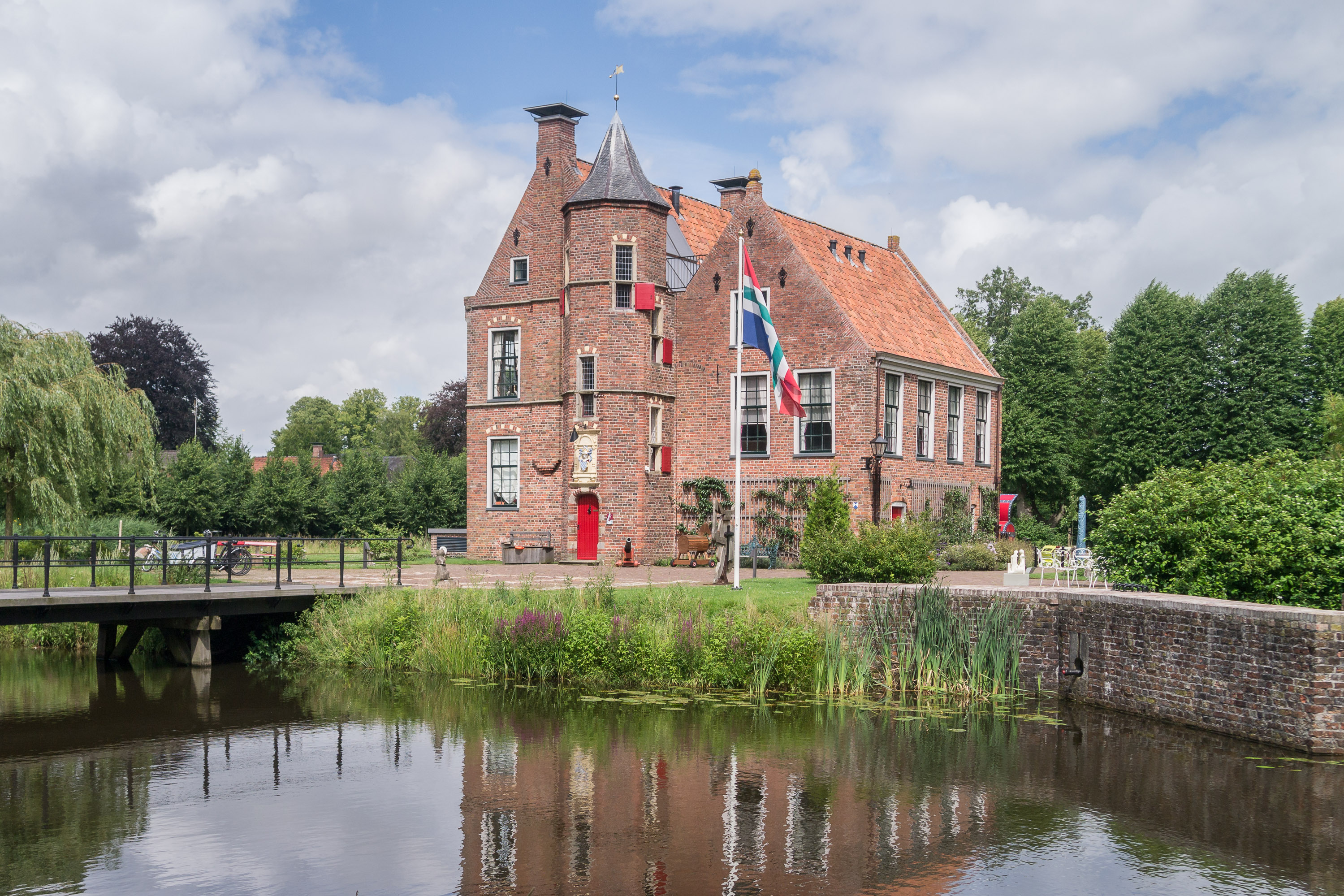
Il castello di Wedde (Wedderborg)

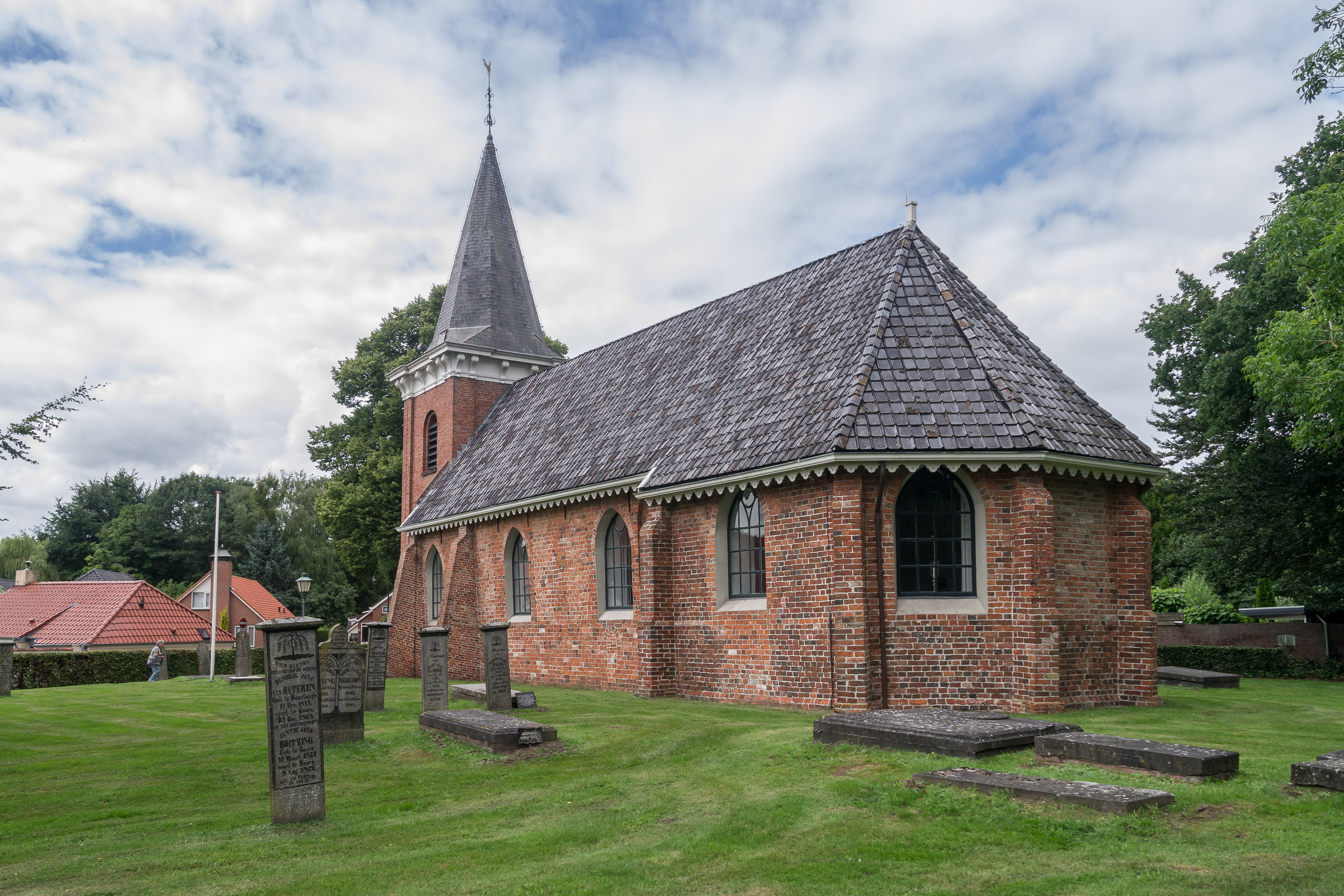
Wedde: la chiesa protestante

Wedde è un villaggio di circa 1 200-1 300 abitanti,  del nord-est dei Paesi Bassi, facente parte della provincia della Groninga e situato lungo la Westerwoldse Aa, nella regione di Westerwolde, e al confine con la Germania. Dal punto di vista amministrativo, si tratta di un ex-comune, dal 1º settembre 1968 inglobato nella nuova municipalità di Bellingwedde, di cui è il capoluogo.

## Geografia fisica
Il villaggio di Wedde si trova nella parte nord-orientale della provincia di Groninga, al confine con il Land tedesco della Bassa Sassonia, ed è situato a sud di Winschoten e a sud-ovest di Oude Pekela e tra le località di Bellingwodde e Vlagtwedde (rispettivamente a sud-ovest della prima e a nord/nord-ovest della seconda).

## Storia

### Dalla fondazione ai giorni nostri
Wedde è menzionata come parrocchia prima del 1130. Tuttavia, la prima menzione ufficiale della località risale al 1316.

### Simboli
Lo stemma di Wedde è suddiviso in due sezioni: nella sezione a sinistra è raffigurato il castello di Wedde; a destra è invece raffigurata una conchiglia dorata e due onde blu su sfondo bianco, che simboleggiano il Dollard.
La più antica descrizione di questo stemma si trova nel Bataviaasch Nieuwsblad del 12 aprile 1884.

## Monumenti e luoghi d'interesse
Wedde conta 6 edifici classificati come rijksmonumenten.

### Architetture religiose

#### Chiesa protestante
Principale edificio religioso di Wedde è la chiesa protestante, situata nella Schoolstraat: eretta nel XIII secolo ed ampliata nel XV secolo, presenta un campanile risalente al 1860.

### Architetture militari

#### Castello di Wedde
Tra i principali edifici del villaggio figura anche il castello di Wedde (in olandese: Wedderborg o Burcht Wedde), conosciuto anche come Huis te Wedde, che fu fatto costruire nel XIII-XIV secolo dalla famiglia Addinga.

### Architetture civili

#### Mulino Nijverheidspolder
Nella buurtschap di Wedderveer si trova il mulino Nijverheidspolder, risalente al 1880.

#### Mulino di Wedderveer
Sempre nella buurtschap di Wedderveer, si trova il mulino di Wedderveer, un mulino a vento risalente al 1938.
|  |

#### Mulino Weddermarke
Nella buurtschap di Wedderbergen (un tempo facente parte dell'ex-comune di Wedde), si trova poi il mulino Weddermarke, un mulino a vento risalente al 1898.
|  |

## Società

### Evoluzione demografica
Al censimento del 2012, l'intero villaggio di Wedde contava una popolazione pari a 1 285 abitanti, di cui il 50,2% erano uomini. La sola buurt di Wedde contava invece una popolazione di 610 abitanti, di cui il 51,6% erano donne.

## Cultura

### Eventi
- Strandvolleybal Westerwolde (in un fine settimana di luglio)[3]
- Lichtweek ("Settimana della luce"; in settembre)[1][3]

## Geografia antropica

### Suddivisioni amministrative
Buurtschappen
- Wedde
- Hoorn
- Hoornderveen
- Wedderheide
- Wedderveer.

L'ex-municipalità di Wedde comprendeva anche le buurschappen di De Morige, Lutjeloo, Wedderbergen e Wedderhöfte e il villaggio di Blijham (con le buurtschappen di Winschoter Hoogebrug, Winschoterzijl, Draaijerij).